# Sue Fish
Sue Fish   (9 de novembre de 1958) és una antiga pilot de motocròs i especialista de cinema nord-americana. Coneguda com a Flying Fish ("peix volador"), va ser una pionera del motociclisme femení als Estats Units i va guanyar el Campionat nacional de motocròs femení els anys 1976 i 1977, força abans que s'afegís una categoria per a dones, anomenada Women's MX, al campionat AMA el 1996. Va guanyar també l'anomenat World Invitational Women's Motocross Championship, una cursa celebrada als Estats Units el 1977 que ha estat considerada la primera edició d'un campionat del món femení.
Després d'una lesió que va patir competint en motocròs, va canviar al ciclisme de muntanya i va guanyar una medalla d'argent als Campionats del Món de Descens de 1994, celebrats a Vail (Colorado). Fish va doblar Linda Hamilton a les escenes d'acció de The Terminator (1984).
Sue Fish va ser incorporada al Motorcycle Hall of Fame de l'AMA el 2012 i el 2013 va ser nomenada FIM Legend per la seva carrera pionera en el motocròs femení. Semi-retirada de les competicions des del 2009, a data de 2012 treballava com a entrenadora personal. Des del 1982 resideix a Santa Barbara (Califòrnia).

## Palmarès en motocròs
Títols per any
| Any  | Campionat                  |
| ---- | -------------------------- |
| 1975 | Superbowl of Motocross     |
| 1976 | IWMA Grand National        |
| 1977 | World Invitational Women's |
| 1977 | 125cc Women's National     |
|      |                            |
| 1979 | U.S. Women's Invitational  |